# 青岛都市圈
青岛都市圈是中国山东省胶东地區的一個以青岛為核心，潍坊、烟台、威海、日照4個城市為副中心的都市圈，青岛市域2縣市及诸城、高密、莱阳、海阳、莱州等青岛相鄰5縣市為緊密層。
青岛都市圈是面向日韩东北亚、服务“一带一路”、海洋强国的战略支点和山东半岛城市群高质量发展的强力引擎。青岛都市圈区域的土地和海洋资源丰富，城市定位明确，各具特色的城市区位使青岛都市圈具有发挥互补优势的条件；青岛都市圈所处5市2018年地区生产总值3.16万亿元，常住人口达3200多万人，人均GDP近10万元；4F级青岛胶东国际机场 2021年8月投入运营，加之济青高速铁路、青烟威荣城际铁路、青日连盐城际铁路投入运营，为实现青岛都市圈“一小时通勤”创造了有利条件。